# Silvbergs kyrka
Silvbergs kyrka är en kyrkobyggnad i Säterbygdens församling, Västerås stift och Säters kommun. Kyrkan ligger vid sjön Grängen nära Grängshammars bruk. Silvbergs kyrka ingår i kulturslingan Silverringen, som gör Dalarnas bergslagshistoria turistiskt tillgänglig och besökaren får en möjlighet att följa järnets och silvrets väg från gruva till hammare.

## Kyrkobyggnaden

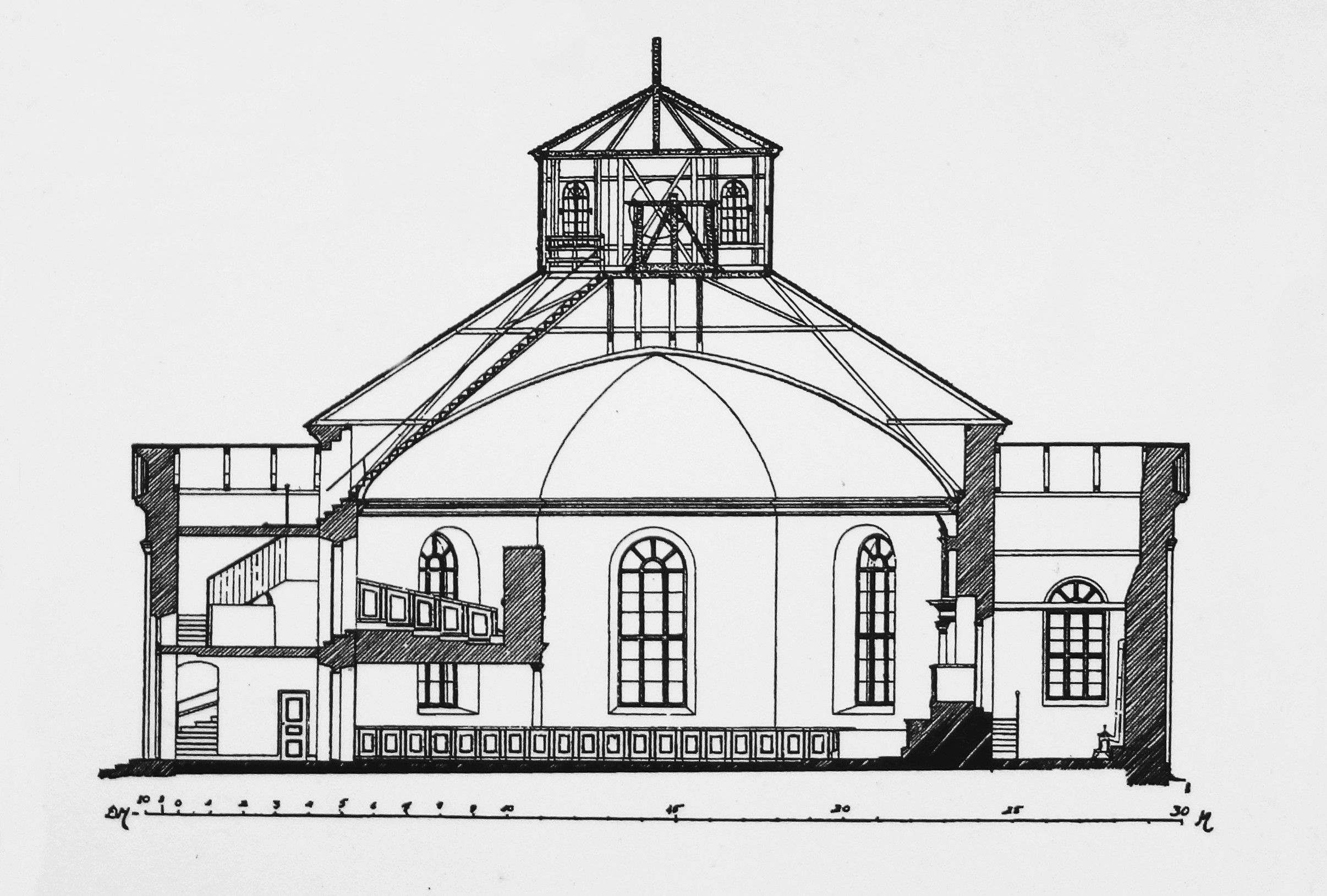
Silvbergs kyrka, sektion.

Silvbergs kyrka byggdes 1830–1834 efter ritningar av arkitekt Samuel Enander (1788 – 1843) och ersatte Sankt Nicolai kapell vid Öster Silvbergs gruva. Vid kyrkobyggnaden var Olof Forsgren, dåvarande disponenten på Grängshammars bruk en drivande kraft. Kyrkan har huvudsakligen formen av en oktagon, med ett utstickande vapenhus och ett torn med två klockor. Grunden är av granit och kyrkans ytterväggar är uppförda av slaggsten och murtegel med ett lager vit puts. Taket kröns av en lanternin i trä, som är smyckad med ett förgylld kors och ett tornur.
Invändigt har taket ett kupolvalv i trä. Orgelfasaden är i nygotisk stil och orgelläktaren vilar på sex doriska pelare i trä. Ursprungligen var det fyra pelare, men ytterligare två tillkom i och med renoveringen 1933. Altaret och predikstolen är gjorda som en enhet.

## Inventarier
Flera föremål från Sankt Nicolai kapell är bevarade i kyrkan, såsom nattvardskärl, antependier och mässhakar av okänd ålder, samt ett triumfkrucifix och delar av ett baltiskt altarskåp från 1400-talet. De övriga kvarvarande delarna av altarskåpet förvaras på Dalarnas museum. Dopfunten är huggen i uppländsk kalksten och härrör från 1500-talet. Kyrkan har två orglar som är placerade på södra läktaren.
Den främre orgeln byggdes 1860 av Frans Gustaf Andersson. Den restaurerades 2015 av Bergenblad och Jonsson Orgelbyggeri AB. Den har följande disposition:
| Manual C-f3            | Pedal C-g0 |
| ---------------------- | ---------- |
| Principal 8' (från c0) | Tuba 16'   |
| Gedackt 8'             |            |
| Gamba 8' (från c0)     |            |
| Cello 8'               |            |
| Viola 4'               |            |
| Flauto 4'              |            |

Pedalen är både självständig och bihängd.
1933 byggde Olof Hammarbergs Orgelbyggeri AB en orgel som placerades bakom Anderssonorgeln. Orgeln saknar fasad och är placerad i ett svällskåp. Den har följande disposition:
| Man I. C-g3        | Man II. C-g3    | Man C-f1   | Koppel  |
| ------------------ | --------------- | ---------- | ------- |
| Borduna 16'        | Rörflöjt 8'     | Subbas 16' | II/I    |
| Principal 8'       | Gamba 8'        | Cello 8'   | II/P    |
| Flöjt harmonik 8'  | Cremona 8'      |            | I/P     |
| Octava 4'          | Voix celeste 8' |            | II16'/I |
| Horn 4'            | Spitsflöjt 4'   |            | II4'/I  |
| Rauschkvint 2 chor | Waldflöjt 2'    |            | I4'     |
| Trumpet 8'         | *Flöjt vibrator |            |         |

*Från Rörflöjt 8' (med reducerat lufttryck)
1 fri kombination. 4 fasta kombinationer: Piano, Mezzoforte, Forte, Tutti. Pedalomvexling.

## Bilder

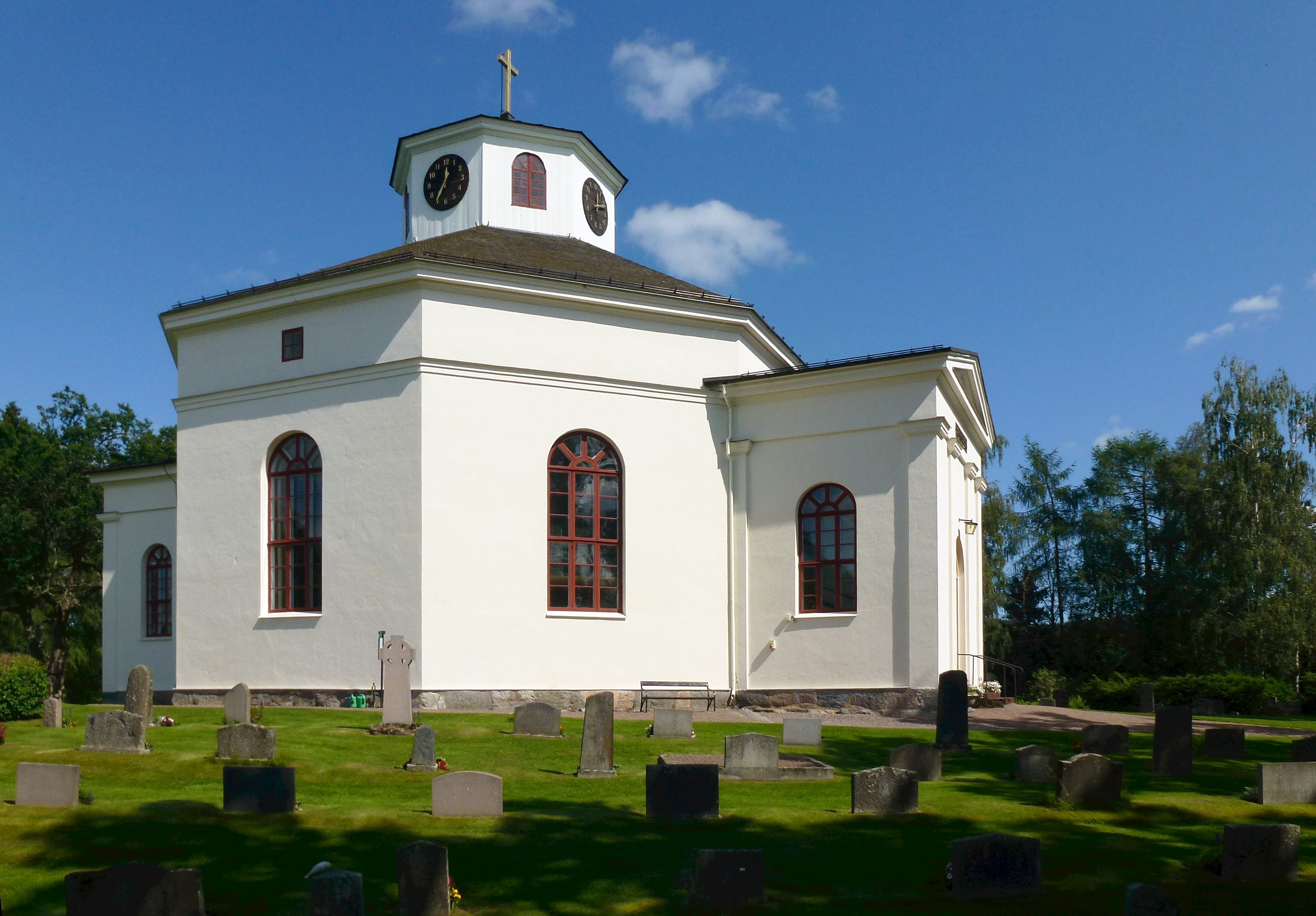
Kyrkans vapenhus
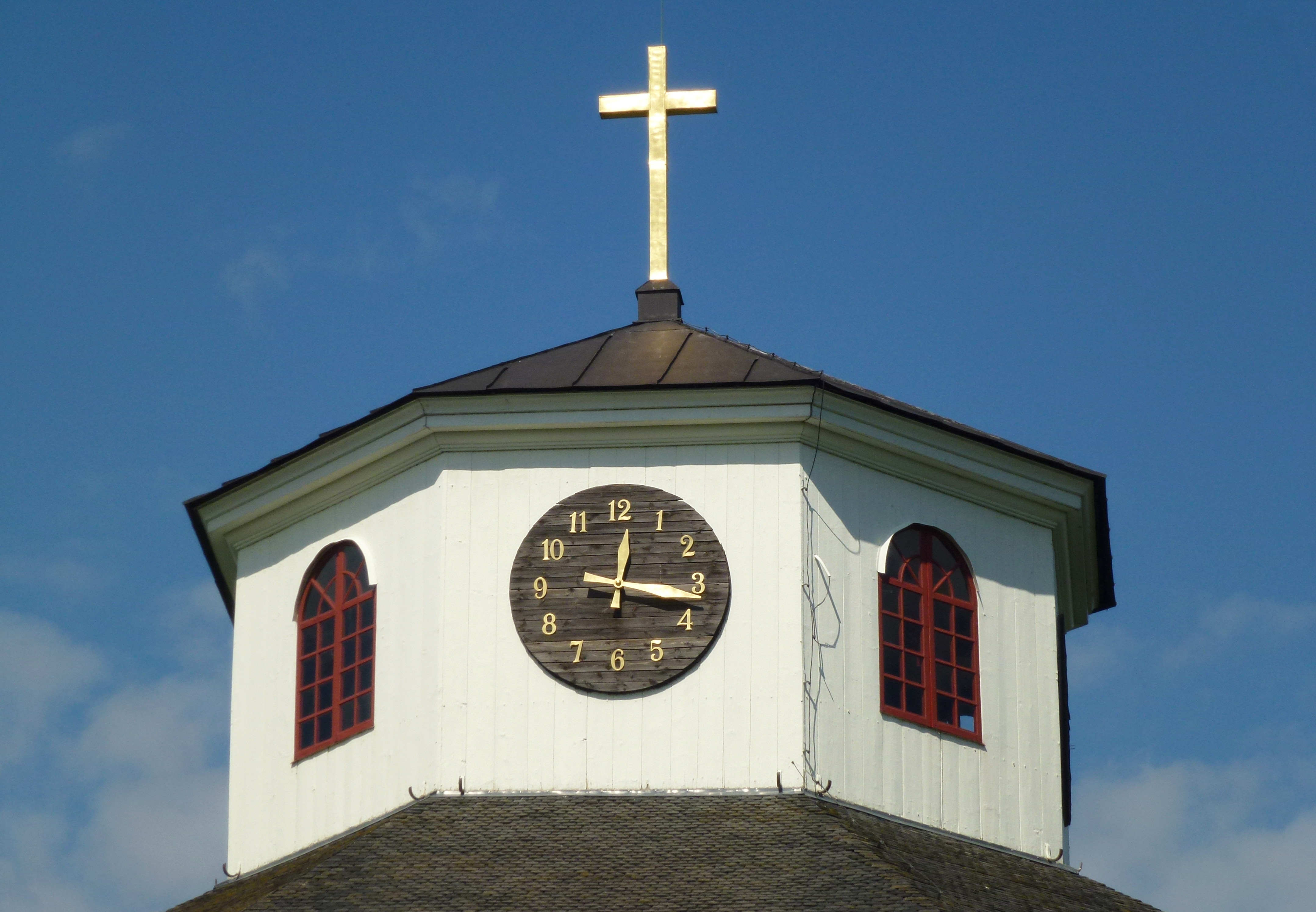
Kyrkans lanternin och ur
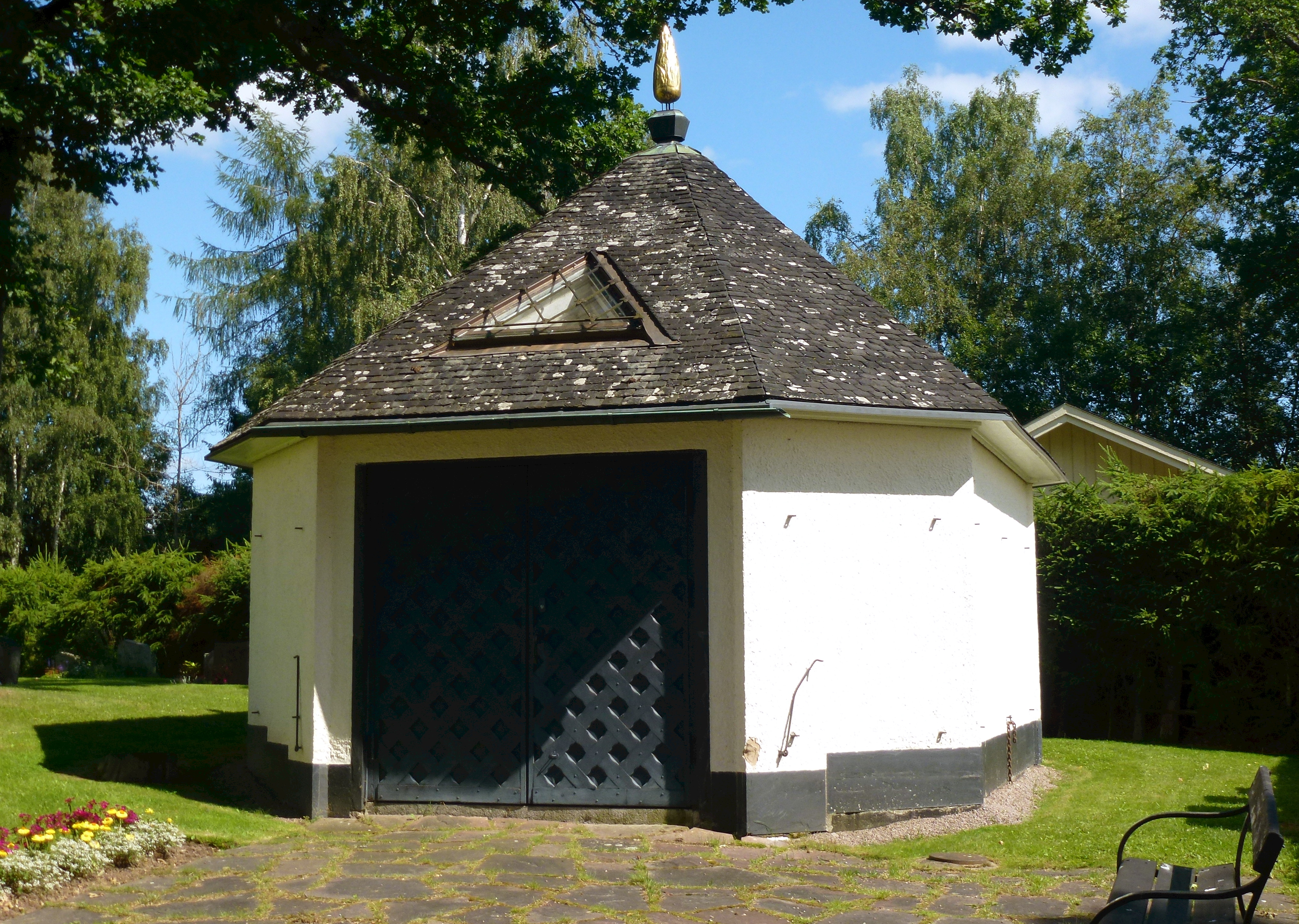
Likboden
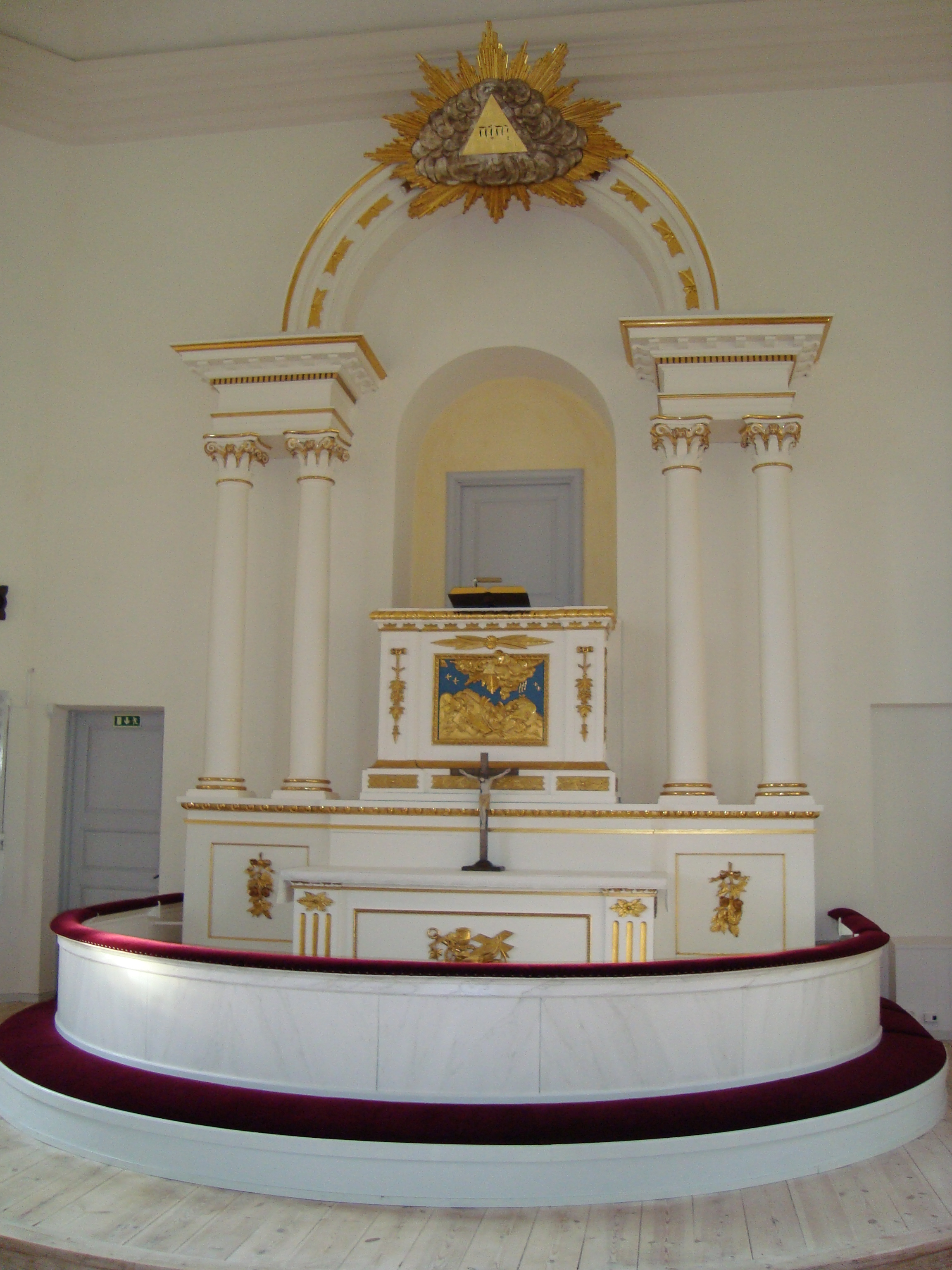
Altaret
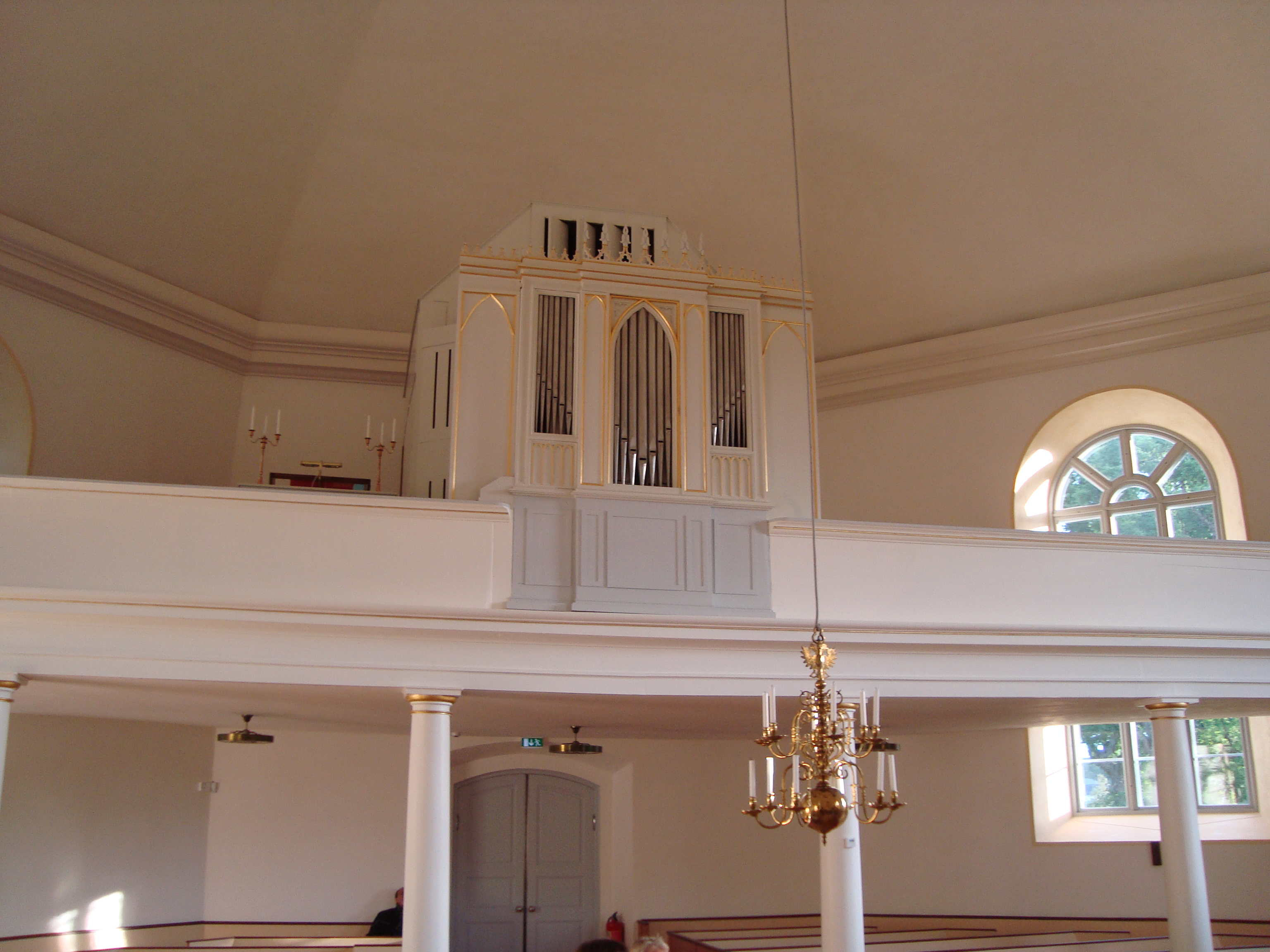
Orgelläktaren
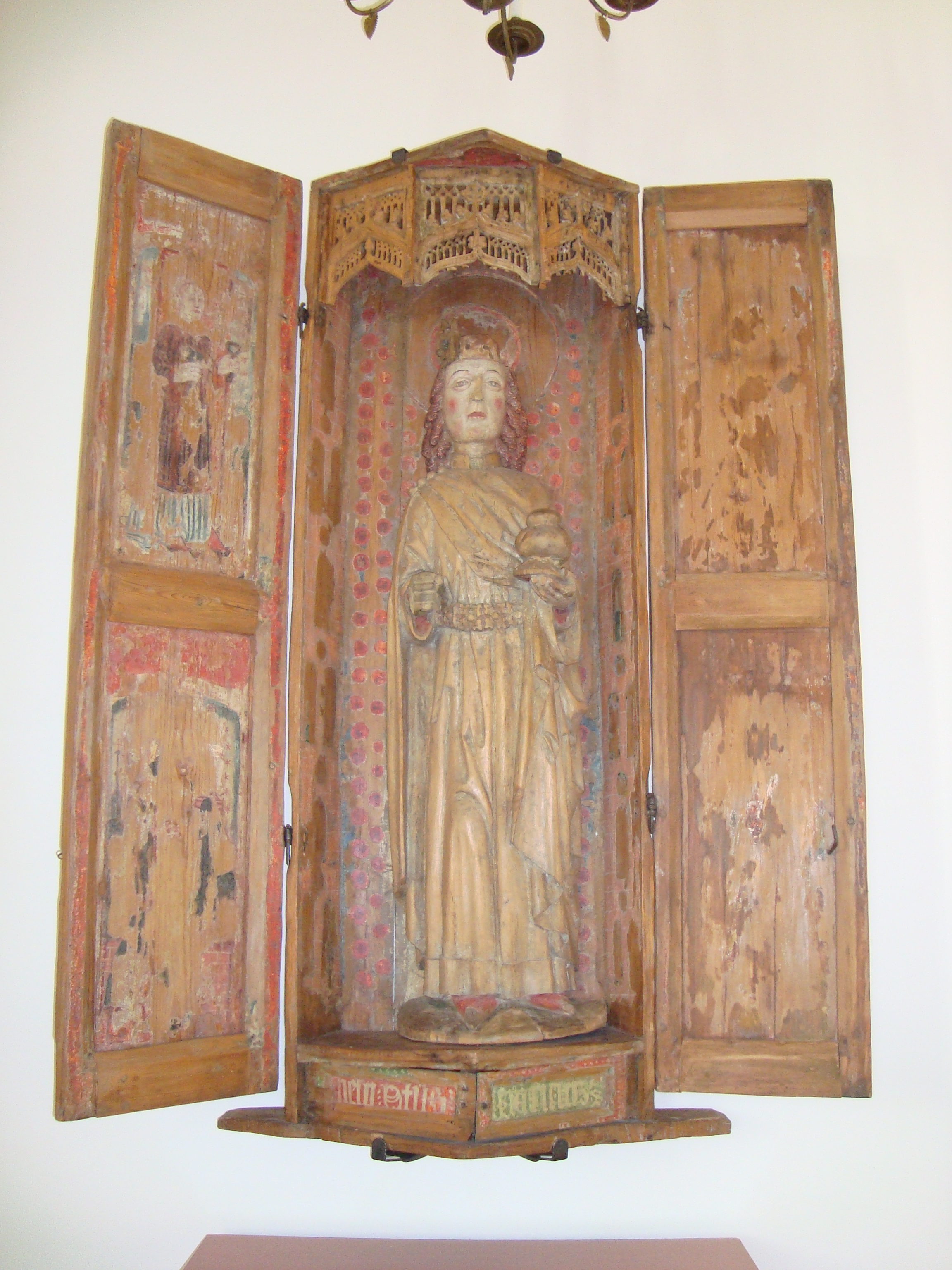
Sankt Erik i altarskåpet från 1400-talet
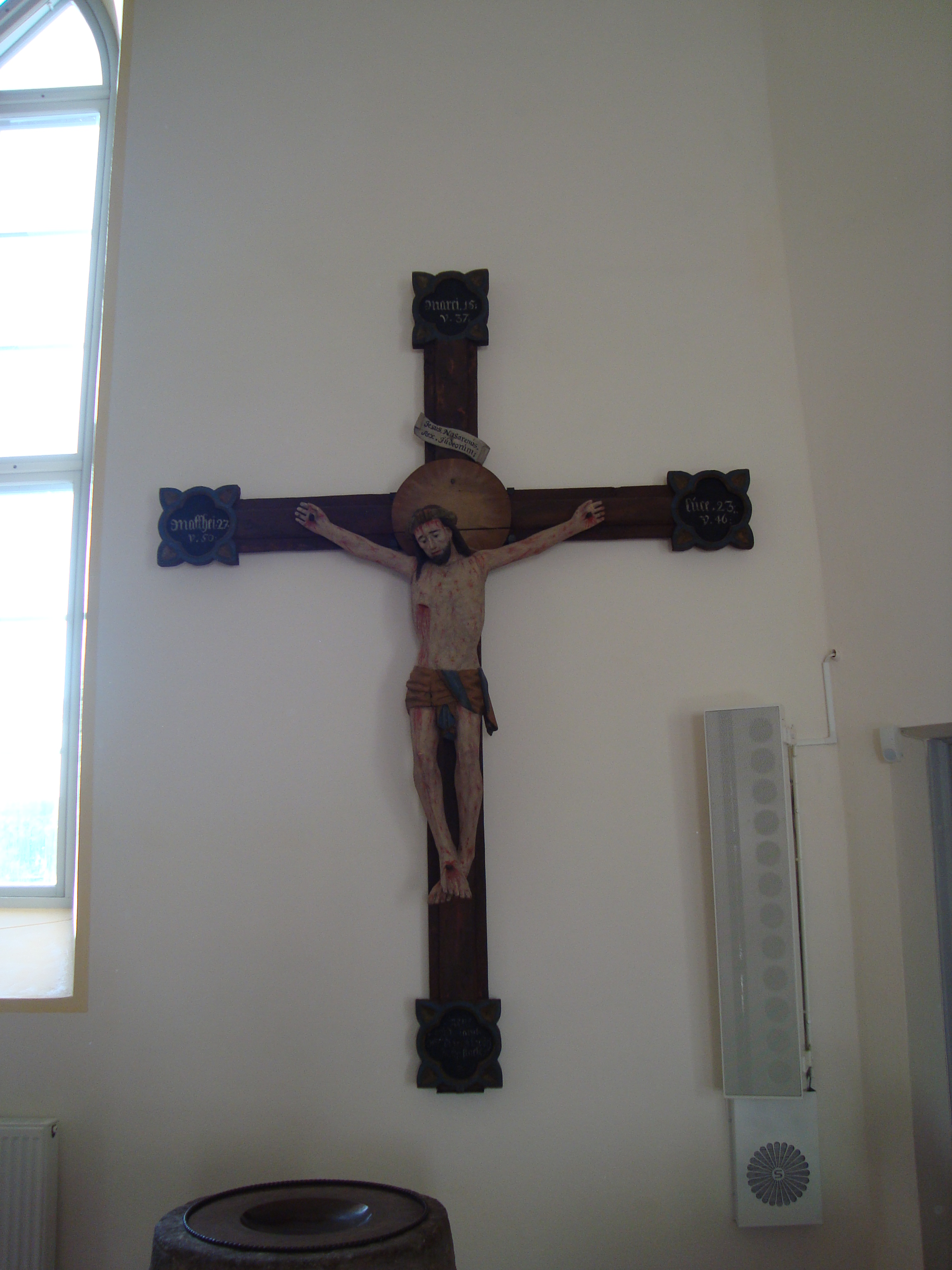
Triumfkrucifixet
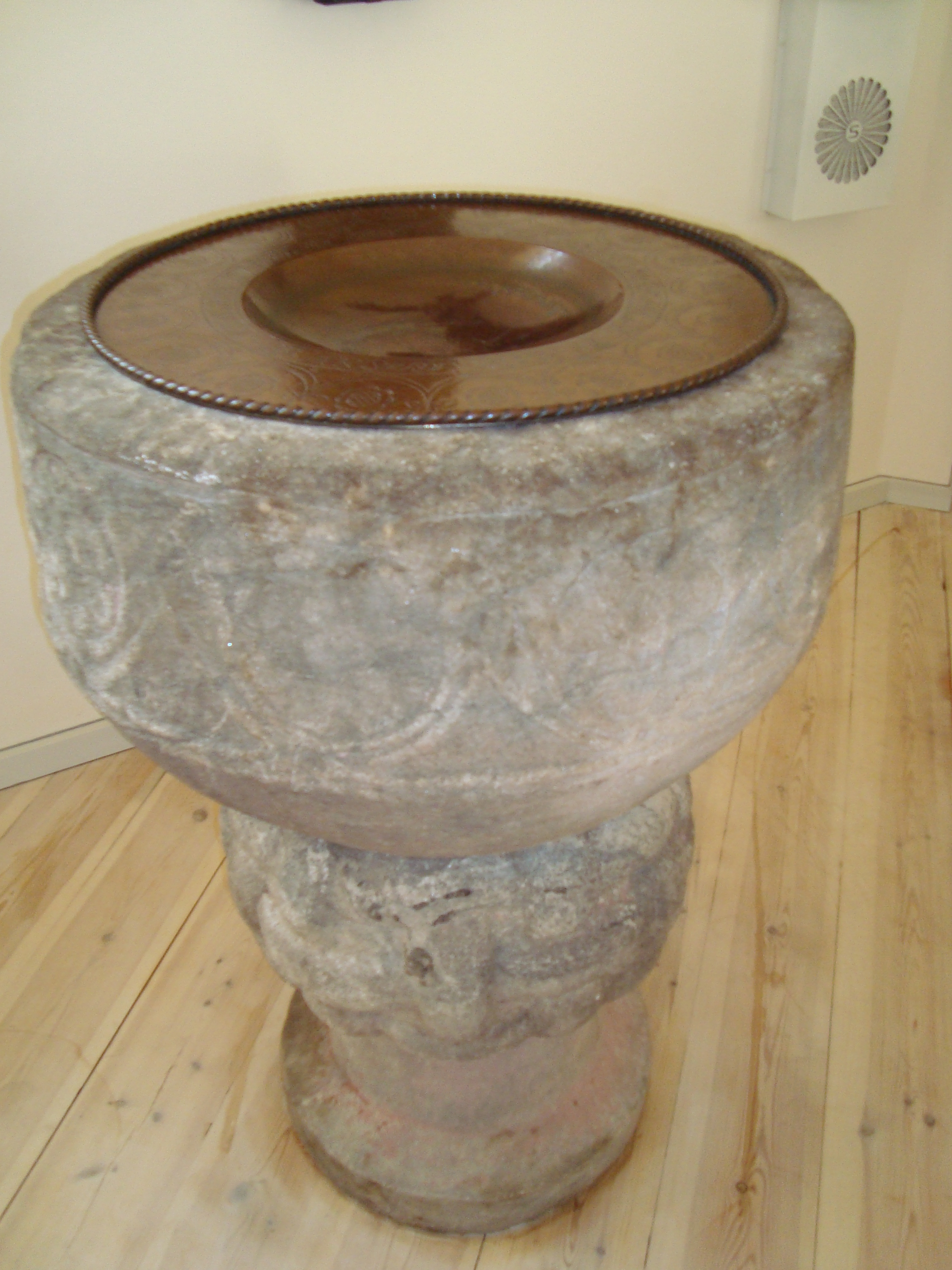
Dopfunten